# Tōkyō Hōsō Holdings
Tōkyō Hōsō Holdings (japanisch 東京放送ホールディングス Tōkyō Hōsō Hōrudingusu, englisch Tokyo Broadcasting System Holdings, Inc.) ist ein japanisches Medienunternehmen, das seinen Sitz in Tokio hat.
Kern der Gruppe ist das Fernsehunternehmen TBS TV (株式会社TBSテレビ, Kabushiki-gaisha TBS Terebi, engl. Tokyo Broadcasting System Television, Inc.) mit dem gleichnamigen Fernsehsender. Dieser ist Leitsender des Nachrichten-Networks Japan News Network (JNN), das insgesamt 28 Fernsehsender in ganz Japan mit einem Nachrichtenprogramm versorgt. TBS Radio & Communications (株式会社TBSラジオ&コミュニケーションズ, Kabushiki-gaisha KBS Rajio & Komyunikēshonzu) betreibt den Radiosender TBS für den Großraum Tokio, und ist Leitsender des Japan Radio Network (JRN), dem 34 Radiosender angehören.
Die TBS-Produktion Takeshi’s Castle, eine Spielshow, wurde in mehrere Sprachen übersetzt und in über 15 Ländern ausgestrahlt, unter anderem in Indonesien (RCTI, TPI), Deutschland (Sport1, RTL II), Spanien (Cuatro TV) und den USA (Spike TV). 
Zum Konzern gehört zudem ein Netz von Radiostationen und die Tageszeitung Mainichi Shinbun.
Der Hauptgeschäftssitz und ein Studio befinden sich in Minato in Tokio. Außerdem besitzt das Unternehmen das Midoriyama Studio in Aoba-ku in Yokohama und zwei Zweigstellen in Kita-ku in Osaka und Naka-ku in Nagoya.

Das Logo von 1994 bis 2020

## Geschichte
TBS wurde im Mai 1951 als Radio Tōkyō (株式会社ラジオ東京, KRT) in Chiyoda-ku in Tokio gegründet. Ab dem 25. Dezember desselben Jahres wurde das Radioprogramm mit 1130 kHz und 50 kW gesendet. Im Juli 1953 wurde die Frequenz auf 950 kHz geändert. 
Im April 1955 begann man mit der analogen Ausstrahlung des Fernsehsenders JOKR-TV auf Kanal 6 von Minato-ku in Tokio aus. Am 29. November 1960 wurde das Unternehmen in Tōkyō Hōsō (株式会社東京放送, engl. Tokyo Broadcasting System) umbenannt und das Büro sowie das Studio zogen nach Akasaka um. Ab 1971 wurde mit 100 kW gesendet. Am 23. November 1978 wurde die Frequenz des Senders erneut geändert, auf 954 kHz. 
1994 wurde ein neuer Hauptsitz fertiggestellt, welcher auch Big Hat (ビッグハット) genannt wird. Am 21. März 2000 wurden K.K. TBS Radio & Communications (株式会社ティ・ビー・エス・ラジオ・アンド・コミュニケーションズ/株式会社TBSラジオ&コミュニケーションズ), K.K. TBS Entertainment (株式会社ティ・ビー・エス・エンタテインメント) und K.K. TBS Sports (株式会社ティ・ビー・エス・スポーツ) gegründet. Am nächsten Tag folgte K.K. TBS Live (株式会社ティ・ビー・エス・ライブ). Am 1. Oktober 2001 wurden alle Radiostationen zu TBS Radio & Communications ausgelagert. 
Im November 1998 wurde die K.K. Japan Digital Communications (株式会社ジャパン・デジタル・コミュニケーションズ) gegründet, die im Juni 2000 in K.K. BS-i (株式会社ビーエス・アイ) umfirmiert und am 1. Dezember desselben Jahres mit der Satellitenausstrahlung eines Radio- und Fernsehprogramms begonnen. Am 30. September 2005 wurde der Satelliten-Radiobetrieb eingestellt und zum 1. April 2009 benannte sich das Unternehmen nach ihrem Satellitenfernsehsender in K.K. BS-TBS (株式会社BS-TBS) um. Das Programm von BS-TBS weicht teilweise vom terrestrischen Inhalt von TBS ab.
Rakuten kaufte 2005 etwa 15 % der Aktien von TBS.
Zum 1. April 2009 wandelte sich die Tōkyō Hōsō in die heutige Holdinggesellschaft um.

## Aktionäre
(Stand: März 2013)
- 9,68 % The Master Trust Bank of Japan
- 5,33 % Japan Trustee Services Bank
- 3,28 % Nihon Seimei Hoken
- 3,23 % Mainichi Hōsō, ein anderer japanischer Radio- und Fernsehsender

## TBS-Gruppe

### Rundfunk
- K.K. TBS TV (100 %) – Fernsehsender
- K.K. TBS Radio & Communications (100 %) – Radiosender
- K.K. BS-TBS (51,9 %) – Satellitensender
- K.K. TBS Vision (100 %) – Programmproduktion
- K.K. ACS (100 %) – Bühnen- und Sounddesign
- Tokyo Broadcasting System International, Inc. (100 %)
- K.K. Akasaka Graphics Art (100 %)
- K.K. Tōtsū (52,1 %) – Programmproduktion
  - K.K. TLC (100 %) – Bühnenlicht
- K.K. Dreamax Television (74,7 %) – Programmproduktion
- K.K. FF Tōhō – Programmproduktion
- K.K. TBS TEX (100 %) – Sportnachrichten, Produktionsunterstützung
- K.K. TBS ProNex (100 %) – Programmproduktion
- K.K. Jasc (100 %)
- K.K. VuCast (100 %)
- K.K. TBS Media Sōgō Kenkyūjo (100 %) – Medienforschung
- K.K. Tomadeji (37,2 %)
- K.K. WOWOW (15,5 %) – Satellitenfernsehsender

### Dienstleistungen
- K.K. TBS Service (100 %) – Programmvertrieb
- K.K. Nichion (100 %) – Musikpublisher
- K.K. TBS TriMedia (100 %)
- K.K. G-Marché (100 %) – Fernseh- und Onlineshopping
- Oxybot K.K. – Computeranimation
- TC Entertainment K.K. (51 %) – DVD-Filmproduktion und -Vertrieb
- K.K. Styling Life Holdings (51 %) – Einzelhandel

### Immobilien
- K.K. Midoriyama Studio City (100 %) – Studiogelände
- K.K. TBS Kikaku (100 %)
- K.K. TBS Sunwork (100 %)
- K.K. Akasaka Netsukyōkū K.K. (70 %) – Wärmeversorgung

### Andere
- Yokohama BayStars (Baseball-Mannschaft)